# Långbacktjärnen
Långbacktjärnen är en sjö i Krokoms kommun i Jämtland och ingår i Indalsälvens huvudavrinningsområde. Långbacktjärnen ligger i Gråberget-Hotagsfjällen Natura 2000-område.